# Elastische Grenzflächenspannung
Die elastische Grenzflächenspannung {\displaystyle f}  (auch Oberflächenbelastung genannt) ist die Arbeit pro Fläche, die benötigt wird, um eine feste Oberfläche elastisch zu dehnen; also so, dass sich der Abstand zwischen den Oberflächenatomen ändert, aber nicht ihre Anzahl.
Die elastische Grenzflächenspannung wird oft auch als Oberflächenspannung der festen Oberfläche bezeichnet. Diese Größe ist bei Festkörpern aber nicht immer eindeutig definiert: Es besteht Verwechslungsgefahr mit der ebenfalls als Oberflächenspannung bezeichneten Arbeit pro Flächenänderung, wenn die Zahl der Oberflächenatome geändert wird, wie das etwa bei flüssigen Grenzflächen üblicherweise der Fall ist. Diese Unterscheidung wurde zuerst erkannt von Josiah Willard Gibbs.

## Definition
Ändert man die Fläche A einer festen Oberfläche um einen kleinen Betrag dA durch elastische Dehnung bei gleichbleibender Zahl an Oberflächenatomen, so ist die elastische Grenzflächenspannung gegeben durch die Arbeit dW, die bei der reversiblen Dehnung geleistet wird, geteilt durch die Änderung der Fläche:
{\displaystyle f={\frac {{\text{d}}W}{{\text{d}}A}}}
Gleichzeitig ist f auch die Kraft pro Längeneinheit, um eine Fläche elastisch zu dehnen:
{\displaystyle f={\frac {{\text{d}}F}{{\text{d}}l}}}
Genaugenommen ist f ein Tensor, ähnlich dem Spannungstensor zur Beschreibung von Spannungen im Inneren von Festkörpern.

## Bestimmung von Grenzflächenspannungen und ihrer Änderungen
Messungen von Absolutwerten der Grenzflächenspannung sind schwierig, daher werden entsprechende Werte für die Oberflächen von Metall-Einkristallen berechnet.
Änderungen der elastischen Grenzflächenspannung, die beispielsweise durch Adsorbate entstehen, können mit der Substratkrümmungsmethode bestimmt werden.

## Anwendung
Empfindliche Messungen von Änderungen der elastischen Grenzflächenspannung durch Adsorbate können für Sensoranwendungen genutzt werden. Beispielsweise können damit im Forschungslabor Antibiotika im Blutserum bestimmt werden.